# Red Bull Global Rallycross
Red Bull Global Rallycross, w skrócie Red Bull GRC, poprzednio Global RallyCross Championship – GRC − seria Rallycrossowa rozgrywana na terenie Stanów Zjednoczonych. Powstała ona w 2011 roku i od razu odniosła spory sukces komercyjny. Startują w niej samochody kategorii Rallycross SuperCars. Areną zmagań są zwykle asfaltowo-szutrowe tory przygotowane na torach owalnych, stadionach oraz w centrach miast. W maju 2018 roku seria została rozwiązana ze względu na problemy organizacyjne oraz finansowe.

## Historia
Pierwszy wyścig rallycrossowy rozegrano 4 lutego 1967 roku na Angielskim torze Lydden Circuit.
Dyscyplina ta w Stanach Zjednoczonych zadebiutowała w 2010 roku podczas 16 igrzysk X Games rozgrywanych w Los Angeles. Zawody zyskały dużą popularność wśród kibiców. W tym samym roku rozegrano także 3 rundy pokazowe na torze New Jersey Motorsports Park. W 2011 Global RallyCross Management zorganizowało pierwszy sezon składający się z 3 rund. Mistrzem został Amerykański kierowca, Tanner Foust.  W 2013 seria po raz pierwszy opuściła Stany Zjednoczone. W ramach X Games zaplanowano wyścigi w Brazylii, Hiszpanii i Niemczech. Ostatecznie, z powodu opadów deszczu runda w Hiszpanii została odwołana, a zamiast niej zorganizowano drugi wyścig w Niemczech. Z powodu problemów organizacyjnych seria została rozwiązana w maju 2018 roku. Organizatorzy zapowiedzieli powrót w odmienionej formie, jednakże nie wskazali konkretnej daty.

## Format

### Kwalifikacje
Kwalifikacje trwają godzinę. Zawodnicy podzieleni są na małe grupy, w których wyjeżdżają na dziesięciominutowe sesje. O kolejności startowej do wyścigów półfinałowych decyduje średnia prędkość okrążenia kierowcy.

### Wyścigi
Weekend rozpoczyna się od wyścigów półfinałowych. W zależności od ilości zgłoszonych zawodników organizowane są trzy lub cztery wyścigi półfinałowe.  Zwykle startuje w nich czterech lub pięciu zawodników, a dystans wyścigu wynosi sześć okrążeń. Dwóch pierwszych kierowców  w półfinale awansuje do finału.  Zwycięzca otrzymuje dodatkowo punkt do klasyfikacji generalnej. Kierowcy, którzy nie zakwalifikowali się do finału w wyścigach półfinałowych, biorą udział w wyścigu ostatniej szansy. Rozgrywany jest on na dystansie 4 okrążeń, a dwóch najlepszych zawodników awansuje do finału. W finale startuje zwykle ośmiu lub dziesięciu zawodników. Mają oni do pokonania 10 okrążeń. Najszybszy kierowca w poprzedniej sesji otrzymuje na starcie miejsce po wewnętrznej do pierwszego zakrętu.

## Zasady

### Start
Przed startem kierowcom pokazywana jest tablica na 30 sekund, a także na 10 sekund przed startem informująca ich o czasie pozostałym do startu. Następnie zapala się kolejno 5 czerwonych świateł, po czym gasną, a po chwili zapalają się zielone światła dając zawodnikom sygnał do startu.

### Joker Lap
Na każdym torze znajduje się tzw. Joker Lap. Jest to alternatywny fragment toru, przeważnie skrót. W każdym wyścigu zawodnik musi pojechać raz alternatywną trasą. Jego decyzją jest, kiedy to uczyni. Jest to element, który ma wprowadzić nieco taktyki do wyścigów, wykorzystywany także w Europejskim rallycrossie.

### Penalty Box
Penalty Box został wprowadzony do Global RallyCross w 2013. Jest to 50 metrowej długości pas obok toru, gdzie kierowcy zjeżdżają na karę w trakcie wyścigu, przeważnie za falstart. Przed jego wprowadzeniem w przypadku falstartu wyścig był przerywany, a kierowca, który go popełnił, startował podczas wznowienia wyścigu z końca stawki.

### 2011-2013
| Pozycja | 1  | 2  | 3  | 4  | 5  | 6  | 7  | 8 | 9 | 10 | 11 | 12 | 13 | 14 | 15 | 16 |
| Punkty  | 20 | 17 | 15 | 13 | 12 | 11 | 10 | 9 | 8 | 7  | 6  | 5  | 4  | 3  | 2  | 1  |
| ------- | -- | -- | -- | -- | -- | -- | -- | - | - | -- | -- | -- | -- | -- | -- | -- |

Dodatkowo każdy zwycięzca półfinału otrzymuje 1 punkt. Zawodnik, który będzie miał najwięcej punktów na koniec sezonu, zostaje mistrzem. Poza klasyfikacją kierowców prowadzona jest także klasyfikacja producentów. W tym przypadku punktują dwa najwyżej sklasyfikowane samochody danego producenta.

### 2014 -
| Pozycja | 1  | 2  | 3  | 4  | 5  | 6  | 7  | 8  | 9  | 10 |
| Punkty  | 50 | 45 | 40 | 35 | 30 | 25 | 20 | 15 | 10 | 5  |
| ------- | -- | -- | -- | -- | -- | -- | -- | -- | -- | -- |

Pozostali uczestnicy finału dostają jeden punkt. Dodatkowe punkty przyznawane są za pozycje w drugich i trzecich biegach eliminacyjnych, za pierwsze miejsce 3 punkty, za drugie 2, a pozostali kierowcy otrzymują po jednym punkcie.

### Tory
Tory wykorzystywane w Global Rallycross mają od 0,5 mili do 1 mili długości (0,8 km – 1,6 km). Ich nawierzchnia jest asfaltowo-szutrowa. Pola startowe zawsze znajdują się na części asfaltowej. Często w budowie tras wykorzystywane są rampy oraz hopy, na których samochody wyskakują w powietrze. Na niektórych obiektach zawodnicy wykonują dwudziestometrowe skoki. Łatwość w przygotowaniu trasy sprawia, że rundy odbywają się w wielu rozmaitych miejscach, jak tory owalne, centra miast, stadiony piłkarskie.

### Samochody
Samochody startujące w GRC oparte są na modelach produkowanych seryjnie. Regulamin zezwala jednak na spore modyfikacje zawieszenia i silnika. Pojemność silników ograniczona jest do 2 litrów. Samochody osiągają 600 KM, a od 0 do 96 km/h przyśpieszają w czasie 1,9 sekundy. Auta nie mają elektronicznej kontroli trakcji.

### Kierowcy

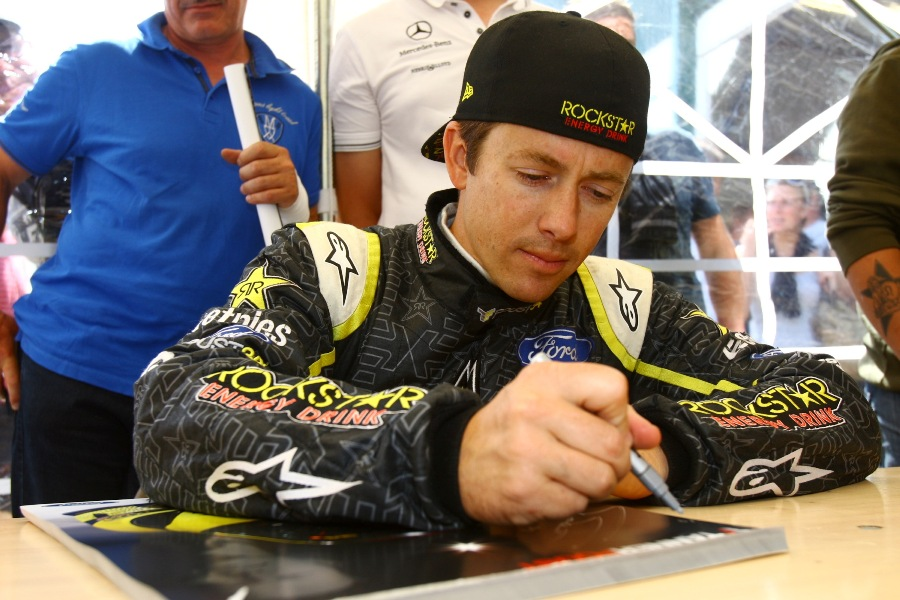
Tanner Foust – dwukrotny mistrz GRC

Większość zawodników startujących w Global RallyCross miało już w przeszłości kontakt z motosportem. Są to przeważnie kierowcy rajdowi i wyścigowi. Seria ta przyciąga jednak  także wielu zawodników ze sportów ekstremalnych, takich jak motocross, BMX, czy skatebording. W 2013 roku wprowadzono także Samochód Gwiazd. Jest on przeznaczony dla wybranego przez organizatora zawodnika. Przy jego doborze brane pod uwagę są takie czynniki jak osiągnięcia sportowe czy narodowość.

### Zespoły
Większość zespołów startujących w GRC ma za sobą starty w WRC, Rally America lub w Europejskim rallycrossie. Zespół składa się z inżyniera, który podejmuje decyzję o ustawieniu samochodu i strategii, mechaników pracujących przy samochodzie oraz technika silnika, zajmującego się silnikiem.

## Relacje
Seria ma zapewnioną relację przez telewizję ESPN. Wyścigi pokazywane są na programach ESPN i ESPN2, a w internecie dostępne są na stronie ESPN3.com.

## Mistrzowie
SuperCars
| Sezon | Kierowca         | Zespół                         |
| ----- | ---------------- | ------------------------------ |
| 2011  | Tanner Foust     | Olsbergs MSE Ford Racing       |
| 2012  | Tanner Foust     | Olsbergs MSE Ford Racing       |
| 2013  | Toomas Heikkinen | Olsbergs MSE Ford Racing       |
| 2014  | Joni Wiman       | Olsbergs MSE Ford Racing       |
| 2015  | Scott Speed      | Volkswagen Andretti Rallycross |
| 2016  | Scott Speed      | Volkswagen Andretti Rallycross |
| 2017  | Scott Speed      | Volkswagen Andretti Rallycross |

GRC Lites
| Sezon | Kierowca         | Zespół                   |
| ----- | ---------------- | ------------------------ |
| 2013  | Joni Wiman       | Red Bull                 |
| 2014  | Mitchel deJong   | Red Bull                 |
| 2015  | Olivier Eriksson | Olsbergs MSE Ford Racing |
| 2016  | Cabot Bigham     | Red Bull                 |
| 2017  | Cyril Raymond    | Red Bull                 |

## GRC Lites
W 2013 stworzono także serię juniorską GRC Lites. Kierowcy ścigają się na takich samych zasadach, jak w Global RallyCross. Zawody towarzyszą Amerykańskim rundą Global RallyCross. Kierowcy ścigają się Fordami Fiestami przygotowanymi przez OlsbergsMSE.

### Dane techniczne
- Pojemność silnika: 2,4 litra, przygotowany przez Mountune/Olsbergs
- Wał korbowy: Kuty ze stali
- tłoki: kute
- Moc: 310 KM przy 298 Nm
- Maksymalny moment obrotowy: 895 Nm
- Skrzynia biegów: Sadev BV5 4×4 Central Transaxle, sekwencyjna, sześć biegów do przodu, jeden do tyłu
- Układ hamulcowy: Alcon, 4-tłoczkowe zaciski, tarcza o średnicy 330 mm.
- Hamulec ręczny: Sadev WRC
- Amortyzatory: Őhlins TTX44 z progresywnym systemem amortyzacji
- Koła: Motegi Racing